# Acer colchicum
Acer colchicum é uma espécie de árvore do gênero Acer, pertencente à família Aceraceae.